# Salvador Ginel
Salvador Hugo Ginel (ur. 1 kwietnia 1938 w Tucumán) – argentyński piłkarz, grający podczas kariery na pozycji obrońcy.

## Kariera klubowa
Salvador Ginel podczas piłkarskiej kariery występował w Atlético Tucumán. Z Atlético zdobył mistrzostwo regionu Tucumán – Federación Tucumana w 1960.

## Kariera reprezentacyjna
W olimpijskiej reprezentacji Argentyny Ginel występował w 1960, kiedy to uczestniczył w Igrzyskach Olimpijskich w Rzymie. Na turnieju we Włoszech wystąpił we wszystkich trzech meczach z Danią, Tunezją i Polską.